# Raymond Douville
Pour les articles homonymes, voir Douville (homonymie).
Raymond Douville est un écrivain, journaliste et historien québécois né le 17 septembre 1905 à Sainte-Anne-de-la-Pérade et décédé le 12 octobre 1997 à Québec.
Il fonde puis dirige le journal Le Bien public de 1933 à 1959. Il a cumulé plusieurs rôles dans sa carrière, notamment journaliste, chroniqueur parlementaire, directeur d'édition, directeur de revue et écrivain. Il a exercé le rôle de secrétaire-trésorier et président de l'Association des hebdomadaires du Canada. En 1959, il est assigné au poste de poste de sous-secrétaire de la province. Il est assigné au poste de conservateur des Archives de la province de Québec de 1971 à 1973.

## Sommaire biographique
Fils d'Alphonse Douville et d'Alice Chavigny de la Chevrotière, il compléta ses études classiques au Séminaire de Nicolet (1919-1928). Il se maria à Bella Beaulac, le 25 septembre 1937. Trois filles sont issues de cette union.
Passionné par l'histoire, il a rédigé de nombreux ouvrages sur l'histoire nationale et régionale dont la publication intitulée "Aaron Hart, récit historique". Membre de la Société des Dix à partir de 1948, il a produit à chaque année un article sur notre histoire pour le Cahier des Dix publié par cette société. Il a collaboré à divers journaux et revues, comme le Bien Public, dont il fut copropriétaire durant vinqt-cinq ans. Il fut membre de la Société royale du Canada et de l'Académie des Sciences, Belles-Lettres et Arts de Clermont-Ferrand (France).

## Œuvres
- La vie aventureuse d'Arthur Buies, 1933
- Aaron Hart, récit historique, 1938
- La vie quotidienne en Nouvelle-France : le Canada, de Champlain à Montcalm (avec Jacques-Donat Casanova), Paris, Hachette, 1964, prix Pierre-Gentil de l’Académie française en 1965.
- La seigneurie de Batiscan [microforme]: chronique des premières années, (1636-1681), éditeur: Bibliothèque nationale du Québec, 1994. Sujets: Batiscan (Québec : Seigneurie)--Histoire--17e siècle.
- La seigneurie Sainte-Marie [microforme]: ses premiers seigneurs, ses premiers colons (1669-1775), Éditeur (Montréal) : Bibliothèque nationale du Québec, 1994 [5683], sur microfiche. Sujets: Sainte-Marie (Les Chenaux, Québec : Seigneurie)--Histoire; Sainte-Marie (Les Chenaux, Québec : Seigneurie)--Généalogies; Sainte-Anne-de-la-Pérade (Québec)--Histoire; Sainte-Anne-de-la-Pérade (Québec)--Généalogies.
- Pour nous placer dans l'atmosphère des fêtes du 325e, Éditeur [Ste-Anne-de-la-Pérade] : Éditions Les Amis de l'histoire, impression 1991. Sujets: Sainte-Anne-De La Pérade (Québec : Seigneurie)--Histoire religieuse; Paroisse Sainte-Anne de la Pérade--Histoire.

## Honneurs
- 1948 - Société des Dix
- 1968 - Grand prix littéraire de la Société Saint-Jean-Baptiste de la Mauricie
- Membre de la Société royale du Canada

## Archives
Le fonds d'archives de Raymond Douville est conservé au centre d'archives de Trois-Rivières de Bibliothèque et Archives nationales du Québec.